# Сэмс, Эрик
Эрик Сэмс (англ. Eric Sams; 3 мая 1926 — 13 сентября 2004) — британский музыковед и литературовед.

## Биография
Юношеское увлечение шифрами в сочетании с незаурядными способностями привело 18-летнего Сэмса в 1944 г. на службу в Британскую разведку. В 1947 г. Сэмс уволился оттуда и в течение последующих трёх лет изучал филологию в Кембриджском университете. Как филолог Сэмс на протяжении всей жизни занимался шекспироведением, доказывая, в частности, принадлежность Шекспиру пьес с неустановленным авторством «Эдуард III» и «Эдмунд Железнобокий»: книги «Потерянная пьеса Шекспира „Эдмунд Железнобокий“» (англ. Shakespeare’s Lost Play, Edmund Ironside; 1986), «Подлинный Шекспир: Восстанавливая ранний период, 1564—1594» (англ. The Real Shakespeare: Retrieving the Early years, 1564—1594; 1995) и «„Эдуард III“ Шекспира: Ранняя пьеса возвращается в канон» (англ. Shakespeare’s Edward III: An Early Play Restored to the Canon; 1996).
Как музыковед Сэмс проявил себя, в первую очередь, в качестве ведущего специалиста по германским песням, опубликовав монографии «Песни Хуго Вольфа» (1961), «Песни Роберта Шумана» (1969) и «Песни Брамса» (1972). Увлечение шифрами и кодами сказалось и на работе Сэмса в этой области — в частности, на его поисках «темы Клары» в музыке Шумана и Брамса. Сэмс также в разные годы был колумнистом газет The Musical Times и New Statesman.